# Un jeu d'enfant
Pour plus de détails, voir Fiche technique et Distribution.
Un jeu d'enfant ou La fête des mères est un film français réalisé par Pascal Kané, sorti en 1990.

## Synopsis
Pendant la Seconde Guerre mondiale en 1941, Antoine, 9 ans, vit chez ses grands-parents en Gironde. Sa mère préfère l'éloigner en zone libre, chez ses cousines, où il découvre un monde plus rigoureux

## Fiche technique
- Titre original : Un jeu d'enfant
- Titre alternatif : La fête des mères
- Réalisation : Pascal Kané, assisté de Jean-Louis Bouchaud
- Scénario : Pascal Bonitzer, Pascal Kané
- Costumes : Édith Vesperini
- Photographie : Romain Winding
- Montage : Martine Giordano
- Son : Louis Gimel
- Musique : Jorge Arriagada
- Musique additionnelle : Reynaldo Hahn, Henri Duparc, Franz Schubert
- Société de production : Titane
- Pays :  France
- Genre : comédie dramatique
- Durée : 95 minutes
- Date de sortie : 
  - France - 4 avril 1990

## Distribution
- Dominique Lavanant : Léonie
- Jean Carmet : le grand-père
- Laura Morante : Marguerite
- Paul Schmidt : Arthur
- Marie Dubois : Noémie
- Marie Mergey : la grand-mère
- Geneviève Fontanel : Andréa
- Didier Flamand : Georges, le père d'Arthur
- Madeleine Antoine : tante Marie
- Marie Delacroix : Mireille
- Jeremy Walz : Jeannot
- Hubert Deschamps : Pujol